# 3052 Herzen
3052 Herzen је астероид главног астероидног појаса. Приближан пречник астероида је 15,18 ,
а средња удаљеност астероида од Сунца износи 2,373 астрономских јединица (АЈ).
Инклинација (нагиб) орбите у односу на раван еклиптике је 3,899 степени, а орбитални период износи 1335,702 дана (3,656 године). Ексцентрицитет орбите астероида износи 0,183.
Апсолутна магнитуда астероида износи 13,10 а геометријски албедо 0,044.
Астероид је откривен 16. децембра 1976. године.